# Tånga och Rögle
Tånga och Rögle – miejscowość (tätort) w Szwecji, w regionie administracyjnym (län) Skania, w gminie Helsingborg.
Według danych Szwedzkiego Urzędu Statystycznego liczba ludności wyniosła: 225 (31 grudnia 2015), 230 (31 grudnia 2018) i 236 (31 grudnia 2019).